# Дуе (Валле-д'Аоста)
Дуе (фр. Doues) — муніципалітет в Італії, у регіоні Валле-д'Аоста.
Дуе розташоване на відстані близько 610 км на північний захід від Рима, 9 км на північ від Аости.
Населення — 510 осіб (2014).
Щорічний фестиваль відбувається 3 лютого. Покровитель — Святий Власій.

## Демографія
Населення за роками:

Станом на 1 січня 2023 року в муніципалітеті офіційно проживало 12 іноземців з 5 країн, серед них 3 громадяни країн Євросоюзу.

## Сусідні муніципалітети
- Аллен
- Етрубль
- Жиньо
- Олломон
- Руазан
- Вальпеллін